# Jean-Marc Mwema
Jean-Marc Mwema, né le 5 décembre 1989 à Anvers (Belgique), est un joueur international belge de basket-ball. Il peut évoluer au poste de meneur et d'ailier.

## Carrière
Au mois de juillet 2020, il prolonge son contrat avec Ostende pour une saison supplémentaire.

## Palmarès et distinctions

### Palmarès

#### En club
- Champion de Belgique en 2017, 2018, 2019, 2020 et 2021  avec le BC Ostende.
- Vainqueuer de la Coupe de Belgique en 2017, 2018 et 2021 avec le BC Ostende.
- Vainqueur de la Supercoupe de Belgique en 2016 avec les Antwerp Giants et en 2017 et 2018 avec le BC Ostende.

### Distinctions personnelles
- Élu MVP Belge du championnat de Belgique 2018-2019[2].